# 建筑物理
建筑物理学是建筑学科的一个分支，其主要是从生理、心理的角度，研究建筑物与其环境的各种物理现象与問題，包括声学、光学、热力学等，以借此強化建筑的功能及环境,是一门在规划与建筑设计中，为人们创造适宜的物理环境的学科。

## 相关领域
- 建筑声学
- 建筑光学
- 建筑力学
- 建筑科学
- 建筑材料学
- 建筑热工学
- 建筑通风学
- 建筑供暖学
- 建筑排水学
- 建筑环保学